# Татарстан

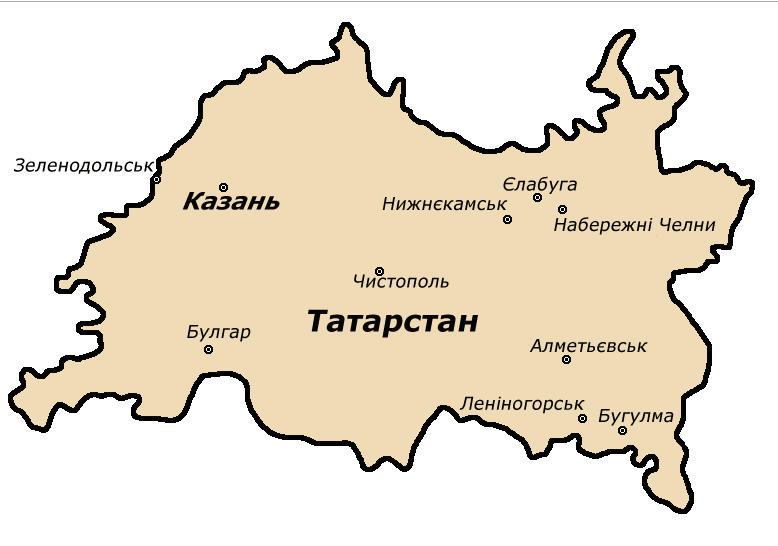

Респу́бліка Татарста́н (рос. Респу́блика Татарста́н; тат. Татарстан Республикасы) — суб'єкт РФ. 30 серпня 1990 Татарстаном було проголошено державний суверенітет, підтриманий 1992 року більшістю населення на рефендумі. Всупереч цьому, Татарстан було включено до Російської Федерації в 2000 році. Столиця — місто Казань.
Межує з Кіровською, Ульяновською, Самарською, Оренбурзькою областями, республіками Марій Ел, Чувашією, Башкортостаном, Удмуртією.

## Географічне положення
Див. також: Географія Татарстану
Татарстан розташований в центрі Російської Федерації на Східно-Європейській рівнині в місці злиття річок Волга і Кама. Столиця Татарстану Казань розташована на відстані 797 км на схід від Москви.
Протяжність території з півночі на південь становить 290 км, із заходу на схід — 460 км.
Територія республіки є рівниною в лісовій і лісостеповій зоні з невеликими височинами на правобережжі Волги та південному сході республіки. 90 % території розташовано на висоті не більше 200 м над рівнем моря.
Понад 16 % території покрито лісами, що складаються здебільшого з листяних порід (дуб, липа, береза, осика), хвойні породи представлені сосною і ялиною.
За 7 км від міста Азнакаєво розташований державний природний заказник регіонального значення комплексного профілю Чатир-Тау. Це одна з найвищих точок Республіки Татарстан. Висота вершини — 321,7 м.

### Клімат
Клімат помірно-континентальний. Іноді трапляються посухи. Середня температура січня (найхолодніший місяць) -14 °C, липня (найтепліший місяць) +19 °C. Середня кількість опадів — від 460 до 520 мм. Вегетаційний період становить близько 170 діб.

### Ґрунти
Ґрунти відрізняються великою різноманітністю — від сірих лісових і підзолистих на півночі та заході до різних видів чорноземів на півдні республіки (32 % площі).

### Природні ресурси
Основним ресурсом надр республіки є нафта, запаси якої становлять 800 млн тонн (прогнозовані запаси — понад 1 млрд тонн).
Родовища — Ромашкінське на півдні республіки, і велике Новоєлховське нафтове родовище у міста Альметьєвськ.
Разом з нафтою видобувають нафтові гази — близько 40 м³ на 1 тонну нафти. Відомі декілька незначних родовищ природного газу і газового конденсату.
У надрах республіки є також промислові запаси вапняку, доломіту, будівельного піску, глини для виробництва цеглини, будівельного каменю, гіпсу, піщано-гравієвої суміші, торфу, а також перспективні запаси нафтобітумів, бурого і кам'яного вугілля, горючих сланців, цеолітів, міді, бокситів.
Найбільші річки — Волга і Кама, а також дві притоки Ками — Вятка і Біла, забезпечують загальний стік 234 млрд м³/рік (97,5 % загального стоку всіх річок). Окрім них, по території республіки протікає ще близько 500 малих річок завдовжки не менше 10 км і численні струмки. Великі запаси водних ресурсів зосереджені в двох найбільших водосховищах — Куйбишевському і Нижньокамському. У республіці налічується також більше 8 тис. невеликих озер і ставків.
Гідроенергопотенціал річок реалізується на р. Камі Нижньокамською ГЕС що виробляє близько 1,8 млрд кВтгод/рік (за проектом — 2,7 млрд кВтгод/рік).
Татарстан включений до списку лісонадлишних регіонів. На території регіону зустрічаються особливо родючі чорноземи, а переважають сірі лісові і вилужені чорноземні ґрунти. У надрах республіки містяться значні запаси підземних вод — від сильно мінералізованних до слабосолоноватих і прісних.

## Історія

### Волзька Булгарія (VIIст.—1236)
Першу державу на теренах сучасного Татарстанув IX столітті створили ватажки племені булгар, які вели свій родовід від напівлегендарних хана Кубрата та його другого сина Котрага, що з співлеменниками залишив степи Приазов'я після 665 року.
Прибульці об'єднали племена, які мешкали на Волзі, біля її злиття з Камою, серед яких були як тюрки, що розмовляли огурськими, огузькими та кипчацькими мовами, так і фіно-угри. Булгари від початку складали панівну верству в державі і дали їй ім'я Булгарія. Щоб відрізняти її від дунайської держави із співзвучної назвою в літературі часто використовують прикметник-уточнення — Волзька або Срібна (Булгарія).
Володарі Булгарії носили титул ельтебер. До 922 року ельтебер Алмиш прийняв від согдійських місіонерів іслам і став першим булгарським еміром.
В Х сторіччі Булгарія звільнилася з-під влади Хозарського каганату, від якого раніше залежала.
На початку XIII сторіччя булгарам двічі вдалося відбитися від нападів монголів. Проте в 1236 році Бату встановив над ними свою владу.

### Під владоюУлуса Джучі (1236—1438)
Після монгольського завоювання Булгарія увійшла до складу Улуса Джучі як Булгарська земля, або ж Булгарський вілайет, в Булгарі перебувала ставка його хана — доки для держави не збудували нову столицю — Сарай
Стара династія булгарських емірів була знищена, але їхні піддані стали співтворцями нової держави і увійшли до її військової еліти та цивільної адміністрації, створеної на нових засадах. З часом вона прийняла й нову, принесену зі сходу назву «татари», яку сусіди використовували для позначення усіх мешканців Улусу.
Зближенню переможців і переможених сприяло утвердженню в державі ісламу — остаточно він отримав державний статус за хана Узбека, здобути владу якому допомогли булгарські купці.

### Казанське ханство (1438—1552)
З розпадом Улуса Джучі булгарські землі закріпила за собою гілка Чингізидів на чолі з Улуг-Мухаммедом. Своєю столицею нові володарі зробили місто Казань, а нова держава отримала назву Казанського ханства.
Панівною верствою в державі була татарська військово-служила знать. Звичайних підданих — іменували чувашами (це слово означало «селянин» і спочатку не мало етнічного забарвлення), а тих з них, хто сповідував іслам — просто мусульманами.
При цьому Казанське ханство часто продовжували іменувати Булгарською землею, вкладаючи у це визначення вже не етнічний, а територіальний сенс.

### Утвердження російського панування (1552—1800)
у 1552 році московський цар Іван IV взяв в облогу і захопив Казань. За кілька років до його володінь була приєднана уся територія Казанського ханства, що втратило у війні з загарбниками близько третини свого населення.
На його місті було утворене Казанське царство, але по суті запроваджена московська адміністрація.
Татари втратили свою державу, майже всю військову та цивільну еліту, їм заборонили селитися в містах, уздовж Волги та інших великих річок. Лише згодом біля Казані (на іншому березі річки Булак) дозволили створити «татарську слободу», яка, однак, не була навіть містом в справжньому розумінні цього слова.
Проте вони зберегли свою мову і вірність ісламу — попри численні спроби хрещення, зокрема й насильницького. Змінили віросповідання лише окремі аристократичні роди.
З часом деякі обмеження були скасовані (переважно самовільно), татарам, насамперед хрещеним, відкрили й шлях до державної служби — за законами Російської імперії це дозволяло їм розраховувати на російське ж шляхетство. К XVIII сторіччі влада не вважала місцеву верхівку небезпечною, навпаки — татар активно використовували для колонізації більш віддалених країв, таких як Казахстан.
Катерина II погодилася зрівняти татарську знать в правах з російським дворянством. Мусульманам дозволили відносно вільно сповідувати іслам і навіть будувати мечеті.

### Національне відродження (1800—1917)
XIX сторіччя стало добою татарського національного відродження.
В 1800 році татари домоглися відкриття друкарні, яка б могли виробляти книжки народною мовою, — Азійської друкарні Казанського університету. Вона першою серед тюркських народів розпочала видання книг арабським шрифтом. Окрім релігійної літератури друкувалася й світська. За перші тридцять років роботи друкарні було видано більше ста книжок накладом біля 300 тисяч примірників.
В 40-ї роки XIX сторіччя з'явилися і приватні друкарні, такі як типографія Людвіга Шевица, який привіз до Казані арабські шрифти з Лейпцигу. У приватних друкарнях Казані за 1801—1855 роках було випущено 577 татарських книг загальним тиражем близько мільйона екземплярів.
Водночас великий вплив духовенства сприяв тому, що в більшості татар формувалася переважно релігійна, а не етнічна ідентичність. Вони вважали себе насамперед мусульманами, а деякі навіть ображалися, коли їх іменували татарами — багато хто вважав це образливим визначенням, накинутим завойовниками.
На це звернув увагу «батько татарського відродження» Шігабутдін Марджані, який уклав перший нарис національної історії.
Поява національно орієнтованої буржуазії дозволило змінити систему освіти і сприяло формуванню нової, світської інтелігенції з європейським світоглядом. Прихильників «нових методів» навчання називали джадидистами (від «джадид» — «новий»). Консервативних супротивників руху, які звинувачували джадидистів в «розбещенні молоді» і поширенні «зневаги до ісламу», називали кадимістами. Підтримувала кадимістів російська влада, якій імпонував їхній консерватизм і готовність до компромісів з можновладцями.
Проте це не зупинило ані утвердження нової освіти, ані піднесення національного руху, чиї вимоги ставали чимдуж окресленими. У 1904 році Юсуф Акчура оприлюднив статтю «Три політики», в якій недвозначно проголосив, що багатонаціональні імперії приречені, а їхнє місце мають заступити національні держави. Разом з однодумцями створив першу в Російській імперії мусульманську політичну партію — «Іттіфак аль-Муслимін» (Єдність мусульман).
Після заборони «Іттіфак аль-Муслимін» до керівництва національним рухом прийшло нове покоління активістів — зокрема адвокат Садрі Максуді та письменник Гаяз Ісхакі, автор антиутопії «Виродження через двісті років», в якій попереджав, що асиміляційна політика російської влади і консерватизм мулл-кадимістів зрештою можуть призвести до зникнення татар як народу.

### Ідель-Урал і боротьба за незалежність (1917—1920)
20 листопада 1917 на з'їзді Міллет Меджлісy народів Поволжя було ухвалене рішення про проголошення на територіях Казанської й Уфимської губерній і частини територій прилеглих губерній Ідель-Уральської Республіки (Штату Ідель-Урал), для чого була сформована виконавча колегія. Заплановане на 1 березня 1918 проголошення не відбулося у зв'язку з протидією більшовицьких Рад і Революційного штабу Червоної Армії. Однак національний уряд «Забулачної Республіки» продовжувало існувати якийсь час навесні 1918.
22 березня 1918 декретом ВЦВК РРФСР на цій території проголошена автономна Татаро-Башкирська Радянська Республіка, яка реально не була організована через громадянську війну.

### Радянська Татарія (1920—1991)
27 травня 1920 постановою ВЦВК і Раднаркому РРФСР проголошена й з 25 червня 1920 організована автономна Татарська Радянська Республіка на території Татарстану (із застереженням про можливе подальше приєднання населеної татарами території сучасного Західного Башкортостану згідно з референдумами в Бірському і Белебеєвському повітах, які згодом так і не були проведені).
30 грудня 1922 при заснуванні СРСР назвою автономії стало Татарська Автономна Радянська Соціалістична Республіка.
У 1922 (при утворенні СРСР), у 1936 і 1977 (при прийняттях Конституції СРСР) і в 1952—1953 (при утворенні в ТАРСР Казанської, Чистопольської, Бугульминської областей) розглядали, але не прийняли пропозицію про перетворення ТАРСР у союзну республіку.
У післявоєнні роки першим секретарем обкому партії ТАРСР був Зінат Муратов. У 1957 році на його місце призначили Симона Ігнатьєва (1957—1960). З 1960 по 1978 рік першим секретарем обкому партії ТАРСР був Фікрят Табєєв, якого замінив Рашид Мусін (1979—1982). Після Мусіна першими секретарями були Гумер Усманов (1982—1989) і Мінтімєр Шаймієв (1989—1991).

### Республіка Татарстан
До 2000 року в Республіці Татарстан були прийняті суперечні Конституції Російської Федерації окремі законодавчі норми, що проголошують республіку суверенною державою.
30 серпня 1990 була прийнята Декларація про державний суверенітет Татарстану, згідно з якою автономна республіка перетворювалася на радянську соціалістичну республіку, а вищу силу в ній матимуть Конституція і закони Татарської РСР.
20 серпня 1991 Татарстан готувався до підписання Договору про створення нового союзу — Союзу Суверенних Держав (ССД) як м'якої федерації, однак у результаті спроби державного перевороту (ДКНС, 19 серпня 1991), утворення ССД було зірвано.
18 жовтня 1991 була прийнята Постанова Верховної Ради про акт про державну незалежність Татарстану.
Восени 1991, при підготовці до підписання 9 грудня 1991 Договору про створення Союзу Суверенних Держав як конфедеративного союзу, Татарстан знову оголосив про бажання самостійного вступу в ССД.
26 грудня 1991, у зв'язку з біловезькими угодами про неможливість утворення і заснування Союзу Суверенних Держав, була прийнята Декларація про входження Татарстану в СНД на правах засновника.
Постановою Конституційного суду Російської Федерації від 13 березня 1992 року № 3-П визнані неконституційними ряд положень Декларації про державний суверенітет Татарської РСР від 30 серпня 1990 року, що обмежують дію законів Російської Федерації на території Республіки Татарстан, а також постанова Верховної Ради Республіки Татарстан від 21 лютого 1992 року «Про проведення референдуму Республіки Татарстан по питанню про державний статус Республіки Татарстан» у частині формулювання питання, що передбачає, що Республіка Татарстан є суб'єктом міжнародного права й будує свої відносини з Російською Федерацією й іншими республіками, державами на основі рівноправних договорів.
21 березня 1992 у Татарстані відбувся Референдум про суверенітет Татарстану, на якому 2/3 населення проголосували за статус суверенної держави, суб'єкта міжнародного права, який містить договори й союзи з Росією й іншими державами.
31 березня 1992 Татарстан не підписав Федеративний договір.
22 травня 1992 була прийнята Постанова Верховної Ради про статус Татарстану як суверенної держави.
6 листопада 1992 була прийнята Конституція Татарстану як суверенної демократичної держави.
На референдумі 12 грудня 1993 менше 1/5 населення Татарстану погодилося із прийняттям діючої Конституції Росії.
З 15 лютого 1994 з укладанням Договору про взаємне делегування повноважень із Російською Федерацією до 2000 Татарстан став об'єднаним з Росією асоційованою державою з конфедеративним статусом.
Після утворення 2 квітня 1997 Союзу Росії та Білорусі Татарстан оголосив про бажання самостійного вступу в нього як майбутню «м'яку» федерацію по типу СРСР.
З 2000, згідно з внесеними у Конституцію республіки змінами, Татарстан став «рівноправним суб'єктом Російської Федерації», що мають у рамках федерації власні суверенні повноваження по т. зв. поділюваному суверенітету (поза повноваженнями й предметами ведення центру й спільних).
19 квітня 2002 року Держрада Татарстану прийняла нову редакцію Конституції республіки, наведену у відповідність із Конституцією РФ.
У 2003 році були прийняті виправлення у федеральний закон «Про загальні принципи організації законодавчих і виконавчих органів державної влади суб'єктів РФ», які давали два роки на відновлення раніше укладених договорів. Вони повинні були затверджуватися федеральними законами.
У жовтні 2005 року новий договір про розмежування повноважень між Татарстаном і федеральним центром був схвалений Держрадою Татарстану. Колишніх фінансових преференцій для регіону (у тому числі зниженого відсотка податкових відрахувань у центр) у ньому немає. У документі визначено дві державні мови — російська і татарська, а також необхідність знання вищою посадовою особою республіки обох цих мов. Проєкт договору був схвалений президентом В. Путіним.

## Населення

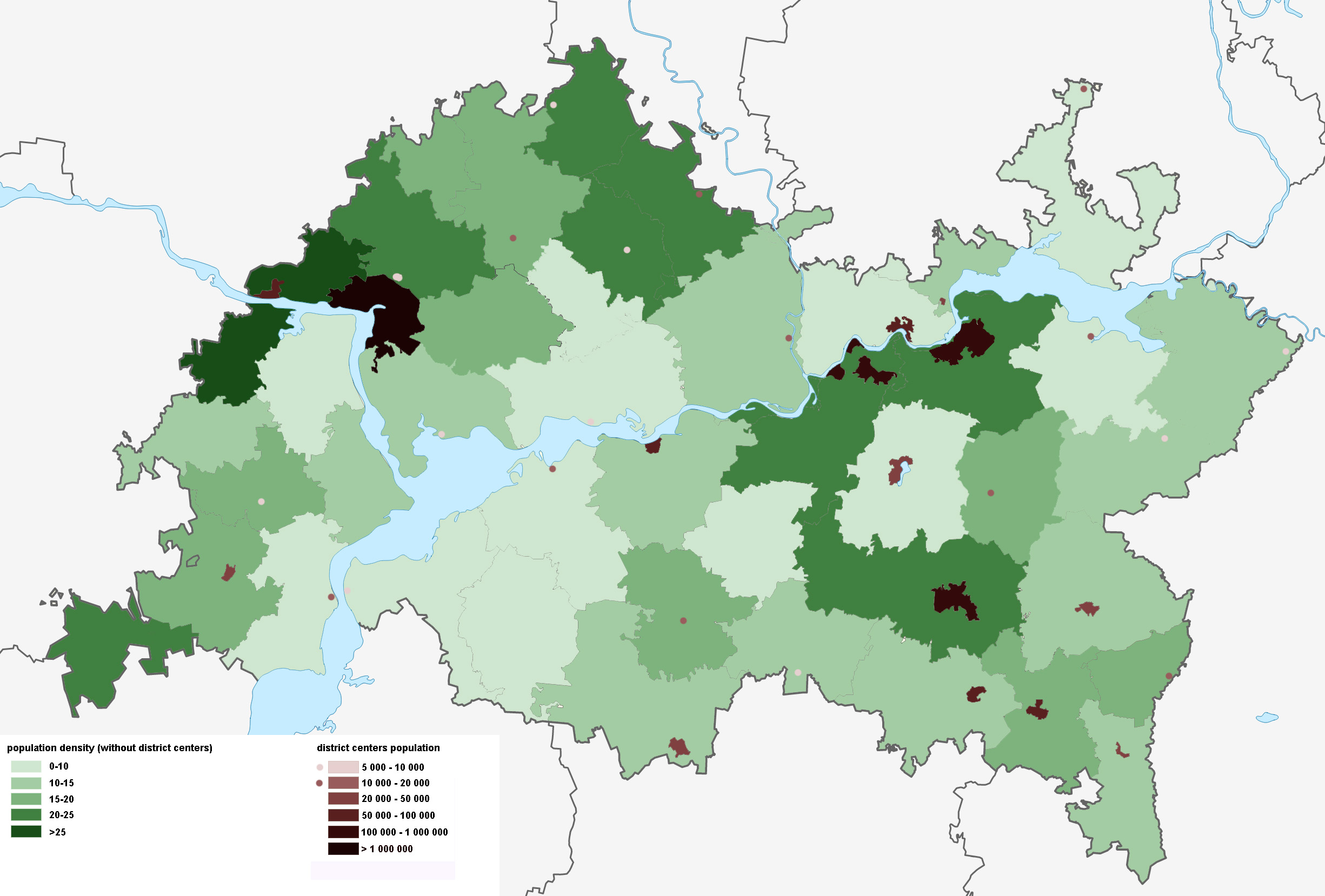
Густота населення у районах Татарстану

Населення Татарстану за станом на 2005 рік — 3768,5 тис. осіб, міське — 74,5 % (2005). Щільність населення — 55,4 осіб/км (2005).

### Національний склад

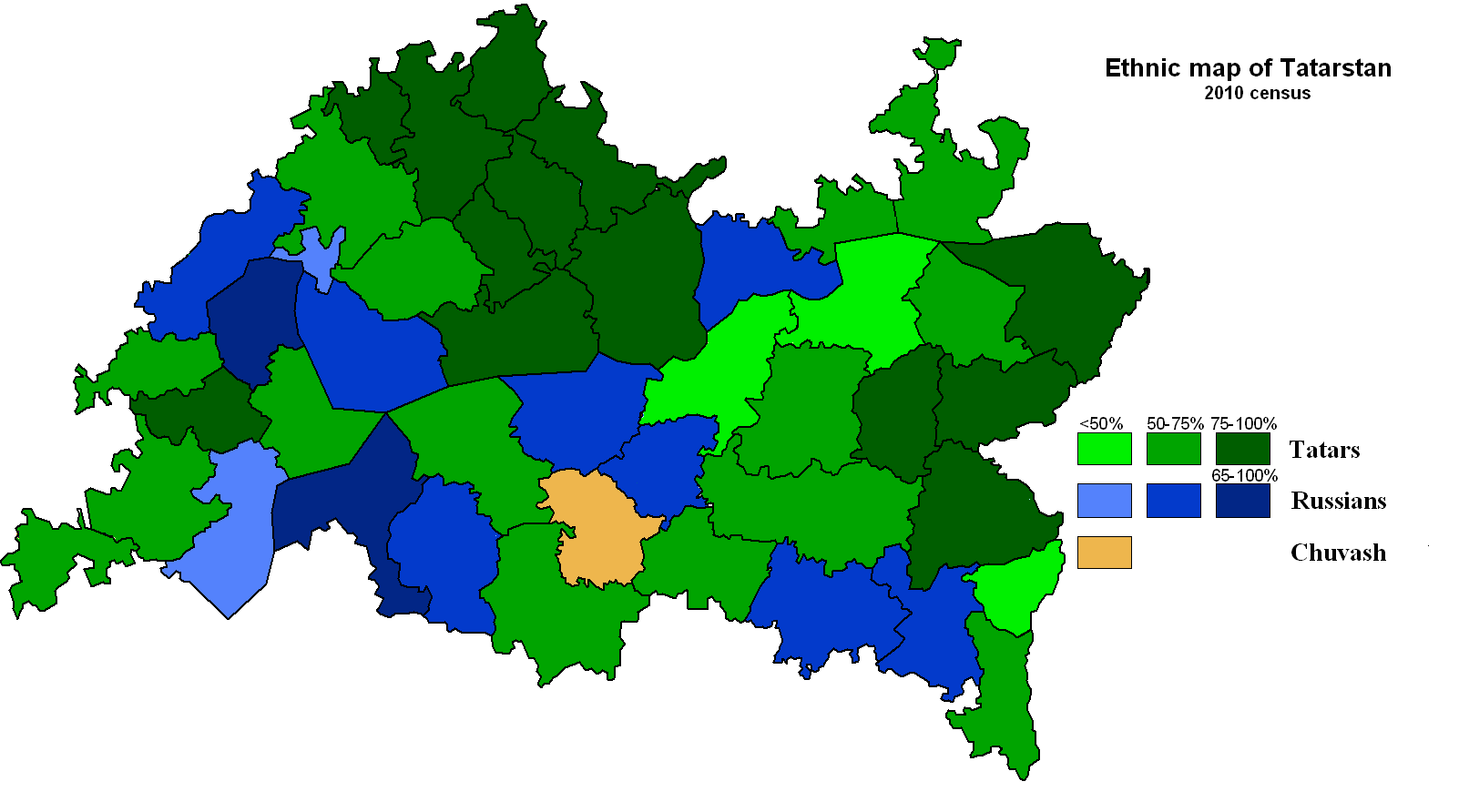
Найбільші національності у районах та містах Татарстану, 2010

Національний склад Республіки Татарстан за даними переписів:
|                      | 1989   | 2002   | 2010   |
| -------------------- | ------ | ------ | ------ |
| татари               | 48,5 % | 52,9 % | 53,2 % |
| в тому числі кряшени |        | 0,5 %  | 0,8 %  |
| росіяни              | 43,3 % | 39,5 % | 39,7 % |
| чуваші               | 3,7 %  | 3,4 %  | 3,1 %  |
| удмурти              | 0,7 %  | 0,6 %  | 0,6 %  |
| мордва               | 0,8 %  | 0,6 %  | 0,5 %  |
| марійці              | 0,5 %  | 0,5 %  | 0,5 %  |
| українці             | 0,9 %  | 0,6 %  | 0,5 %  |
| башкири              | 0,5 %  | 0,4 %  | 0,4 %  |
| азербайджанці        | 0,1 %  | 0,3 %  | 0,3 %  |
| узбеки               | 0,1 %  | 0,1 %  | 0,2 %  |
| вірмени              |        | 0,2 %  | 0,2 %  |
| таджики              |        | 0,1 %  | 0,2 %  |
| білоруси             | 0,2 %  | 0,2 %  | 0,1 %  |
| євреї                | 0,2 %  | 0,1 %  | 0,1 %  |

Національний склад населення районів Татарстану за переписом 2010 р. (серед осіб, що вказали свою національність)
|                           | Населення | Вказали національність | Татари | Росіяни | Чуваші | Удмурти | Мордва | Марійці | Українці | Башкири |
| ------------------------- | --------- | ---------------------- | ------ | ------- | ------ | ------- | ------ | ------- | -------- | ------- |
| Татарстан                 | 3786488   | 3780436                | 53,2 % | 39,7 %  | 3,1 %  | 0,6 %   | 0,5 %  | 0,5 %   | 0,5 %    | 0,4 %   |
| Казань                    | 1143535   | 1140184                | 47,6 % | 48,6 %  | 0,8 %  | 0,1 %   | 0,1 %  | 0,3 %   | 0,4 %    | 0,2 %   |
| Набережні Челни           | 513193    | 510919                 | 47,4 % | 44,9 %  | 1,9 %  | 0,4 %   | 0,4 %  | 0,7 %   | 1,3 %    | 1,2 %   |
| Агризький район           | 36626     | 36622                  | 58,1 % | 25,2 %  | 0,2 %  | 6,4 %   | 0,1 %  | 8,0 %   | 0,4 %    | 0,4 %   |
| Азнакаєвський район       | 64547     | 64547                  | 86,1 % | 11,2 %  | 0,5 %  |         | 0,3 %  | 0,2 %   | 0,3 %    | 0,4 %   |
| Аксубаєвський район       | 32161     | 32161                  | 38,5 % | 16,8 %  | 44,0 % | 0,1 %   | 0,1 %  |         | 0,1 %    |         |
| Актаниський район         | 31971     | 31971                  | 96,9 % | 0,7 %   |        |         |        | 1,6 %   |          | 0,3 %   |
| Алькеєвський район        | 19991     | 19991                  | 64,2 % | 15,7 %  | 19,2 % |         |        | 0,1 %   | 0,1 %    |         |
| Альметьєвський район      | 197493    | 197426                 | 55,2 % | 37,1 %  | 2,8 %  | 0,1 %   | 1,4 %  | 0,1 %   | 0,4 %    | 0,4 %   |
| Апастовський район        | 21627     | 21627                  | 90,9 % | 4,7 %   | 3,7 %  |         |        |         | 0,1 %    |         |
| Арський район             | 51667     | 51667                  | 92,7 % | 5,9 %   | 0,1 %  | 0,1 %   |        | 0,6 %   | 0,1 %    |         |
| Атнинський район          | 13650     | 13650                  | 98,6 % | 0,7 %   |        |         |        | 0,3 %   |          | 0,1 %   |
| Бавлинський район         | 36270     | 36270                  | 64,6 % | 20,3 %  | 5,7 %  | 5,6 %   | 1,1 %  |         | 0,3 %    | 0,6 %   |
| Балтасинський район       | 33879     | 33876                  | 85,0 % | 1,7 %   |        | 11,9 %  |        | 0,9 %   |          | 0,1 %   |
| Бугульминський район      | 111465    | 111379                 | 35,5 % | 56,6 %  | 2,5 %  | 0,1 %   | 2,3 %  | 0,1 %   | 0,6 %    | 0,4 %   |
| Буїнський район           | 45453     | 45453                  | 65,9 % | 13,3 %  | 19,9 % |         | 0,2 %  |         | 0,1 %    | 0,1 %   |
| Верхньоуслонський район   | 16641     | 16641                  | 24,9 % | 65,8 %  | 6,2 %  | 0,1 %   | 0,2 %  | 0,2 %   | 0,3 %    | 0,1 %   |
| Високогірський район      | 43207     | 43196                  | 67,2 % | 30,4 %  | 0,5 %  | 0,1 %   | 0,1 %  | 0,2 %   | 0,2 %    | 0,1 %   |
| Дрожжанівський район      | 25753     | 25753                  | 57,5 % | 1,1 %   | 41,1 % |         |        |         |          |         |
| Єлабузький район          | 81632     | 81615                  | 42,6 % | 51,7 %  | 1,0 %  | 0,8 %   | 0,2 %  | 1,2 %   | 0,5 %    | 0,6 %   |
| Заїнський район           | 58046     | 58046                  | 57,5 % | 39,2 %  | 1,4 %  | 0,1 %   | 0,1 %  | 0,1 %   | 0,4 %    | 0,2 %   |
| Зеленодольський район     | 158552    | 158448                 | 40,4 % | 56,2 %  | 1,2 %  | 0,1 %   | 0,1 %  | 0,6 %   | 0,3 %    | 0,1 %   |
| Кайбицький район          | 14898     | 14898                  | 67,7 % | 26,2 %  | 5,3 %  |         |        | 0,1 %   |          | 0,1 %   |
| Камсько-Устьїнський район | 16904     | 16904                  | 54,1 % | 42,8 %  | 0,9 %  |         | 0,6 %  | 0,1 %   | 0,2 %    | 0,1 %   |
| Кукморський район         | 52021     | 52020                  | 78,6 % | 5,3 %   |        | 14,0 %  |        | 1,4 %   | 0,1 %    | 0,1 %   |
| Лаїшевський район         | 36516     | 36512                  | 42,1 % | 55,1 %  | 1,0 %  | 0,1 %   | 0,1 %  | 0,1 %   | 0,2 %    | 0,1 %   |
| Леніногорський район      | 86827     | 86821                  | 51,5 % | 37,0 %  | 4,5 %  | 0,1 %   | 4,6 %  | 0,1 %   | 0,5 %    | 0,3 %   |
| Мамадиський район         | 45005     | 45005                  | 76,3 % | 20,1 %  | 0,1 %  | 1,3 %   |        | 1,4 %   | 0,1 %    | 0,1 %   |
| Менделеєвський район      | 30377     | 30377                  | 52,8 % | 35,6 %  | 0,6 %  | 4,4 %   | 0,1 %  | 4,0 %   | 0,4 %    | 0,6 %   |
| Мензелинський район       | 29359     | 29359                  | 60,1 % | 35,4 %  | 0,4 %  | 0,1 %   | 0,1 %  | 2,7 %   | 0,2 %    | 0,2 %   |
| Муслюмовський район       | 21884     | 21884                  | 89,9 % | 6,3 %   |        |         |        | 2,7 %   | 0,1 %    | 0,2 %   |
| Нижньокамський район      | 272023    | 271902                 | 50,2 % | 43,9 %  | 2,5 %  | 0,2 %   | 0,3 %  | 0,3 %   | 0,6 %    | 0,7 %   |
| Новошемшинський район     | 14179     | 14179                  | 43,4 % | 50,9 %  | 4,2 %  |         | 0,1 %  | 0,1 %   | 0,1 %    | 0,1 %   |
| Нурлатський район         | 60120     | 60120                  | 51,8 % | 21,6 %  | 25,3 % |         | 0,2 %  |         | 0,2 %    | 0,1 %   |
| Олексіїівський район      | 26236     | 26236                  | 30,5 % | 58,6 %  | 6,3 %  |         | 3,0 %  | 0,1 %   | 0,2 %    | 0,1 %   |
| Пестречинський район      | 29023     | 29023                  | 57,0 % | 40,2 %  | 0,4 %  | 0,1 %   | 0,1 %  | 0,1 %   | 0,3 %    | 0,1 %   |
| Рибно-Слободський район   | 27630     | 27630                  | 79,2 % | 19,8 %  | 0,1 %  | 0,1 %   |        |         | 0,1 %    | 0,1 %   |
| Сабинський район          | 31038     | 31038                  | 95,4 % | 3,2 %   | 0,1 %  | 0,7 %   |        |         | 0,1 %    | 0,1 %   |
| Сармановський район       | 36681     | 36681                  | 90,8 % | 7,8 %   | 0,2 %  |         | 0,1 %  | 0,1 %   | 0,1 %    | 0,3 %   |
| Спаський район            | 20554     | 20554                  | 29,5 % | 67,6 %  | 1,6 %  |         | 0,2 %  |         | 0,2 %    |         |
| Тетюський район           | 24875     | 24875                  | 32,7 % | 35,7 %  | 20,9 % |         | 9,6 %  | 0,1 %   | 0,2 %    | 0,1 %   |
| Тукаєвський район         | 36561     | 36561                  | 71,1 % | 24,3 %  | 1,5 %  | 0,2 %   | 0,1 %  | 0,3 %   | 0,5 %    | 0,6 %   |
| Тюлячинський район        | 14273     | 14273                  | 89,2 % | 10,1 %  |        |         |        | 0,1 %   | 0,1 %    |         |
| Черемшанський район       | 20361     | 20361                  | 54,1 % | 17,8 %  | 22,8 % |         | 4,2 %  |         | 0,1 %    | 0,1 %   |
| Чистопольський район      | 80169     | 80166                  | 40,1 % | 55,4 %  | 3,0 %  |         | 0,4 %  |         | 0,2 %    | 0,1 %   |
| Ютазинський район         | 21615     | 21615                  | 74,6 % | 21,3 %  | 0,5 %  | 0,1 %   | 0,2 %  | 0,1 %   | 0,5 %    | 0,9 %   |

### Мовний склад
Володіння мовами в Республіці Татарстан за даними перепису 2020—2021 років (мови, володіння якими вказали 0,1 % або більше від кількості тих, хто вказав володіння будь-якою мовою):
| Мова                        | Все населення  | Все населення                                                  | Міське населення | Міське населення                                               | Сільське населення | Сільське населення                                             |
| Мова                        | Кількість осіб | % від тих, хто вказав володіння мовою / % від усього населення | Кількість осіб   | % від тих, хто вказав володіння мовою / % від усього населення | Кількість осіб     | % від тих, хто вказав володіння мовою / % від усього населення |
| --------------------------- | -------------- | -------------------------------------------------------------- | ---------------- | -------------------------------------------------------------- | ------------------ | -------------------------------------------------------------- |
| Російська                   | 3 853 041      | 98,21 % / 96,21 %                                              | 2 948 991        | 98,36 % / 95,93 %                                              | 904 050            | 97,70 % / 97,13 %                                              |
| Татарська                   | 1 547 426      | 39,44 % / 38,64 %                                              | 991 791          | 33,08 % / 32,26 %                                              | 555 635            | 60,05 % / 59,70 %                                              |
| Англійська                  | 134 793        | 3,44 % / 3,37 %                                                | 112 151          | 3,74 % / 3,65 %                                                | 22 642             | 2,45 % / 2,43 %                                                |
| Чуваська                    | 71 321         | 1,82 % / 1,78 %                                                | 22 973           | 0,77 % / 0,75 %                                                | 48 348             | 5,23 % / 5,19 %                                                |
| Удмуртська                  | 18 079         | 0,46 % / 0,45 %                                                | 5666             | 0,19 % / 0,18 %                                                | 12 413             | 1,34 % / 1,33 %                                                |
| Німецька                    | 15 953         | 0,41 % / 0,40 %                                                | 13 163           | 0,44 % / 0,43 %                                                | 2790               | 0,30 % / 0,30 %                                                |
| Узбецька                    | 14 398         | 0,37 % / 0,36 %                                                | 10 236           | 0,34 % / 0,33 %                                                | 4162               | 0,45 % / 0,45 %                                                |
| Марійська                   | 11 388         | 0,29 % / 0,28 %                                                | 5066             | 0,17 % / 0,16 %                                                | 6322               | 0,68 % / 0,68 %                                                |
| Таджицька                   | 9161           | 0,23 % / 0,23 %                                                | 6343             | 0,21 % / 0,21 %                                                | 2818               | 0,30 % / 0,30 %                                                |
| Мордовська                  | 7730           | 0,20 % / 0,19 %                                                | 4252             | 0,14 % / 0,14 %                                                | 3478               | 0,38 % / 0,37 %                                                |
| Башкирська                  | 7258           | 0,18 % / 0,18 %                                                | 6209             | 0,21 % / 0,20 %                                                | 1049               | 0,11 % / 0,11 %                                                |
| Українська                  | 6317           | 0,16 % / 0,16 %                                                | 5553             | 0,19 % / 0,18 %                                                | 764                | 0,08 % / 0,08 %                                                |
| Азербайджанська             | 5696           | 0,15 % / 0,14 %                                                | 4839             | 0,16 % / 0,16 %                                                | 857                | 0,09 % / 0,09 %                                                |
| Турецька                    | 4553           | 0,12 % / 0,11 %                                                | 3928             | 0,13 % / 0,13 %                                                | 625                | 0,07 % / 0,07 %                                                |
| Вірменська                  | 4296           | 0,11 % / 0,11 %                                                | 2922             | 0,10 % / 0,10 %                                                | 1374               | 0,15 % / 0,15 %                                                |
| Російська жестова мова      | 4098           | 0,10 % / 0,10 %                                                | 3255             | 0,11 % / 0,11 %                                                | 843                | 0,09 % / 0,09 %                                                |
| Вказали володіння мовою     | 3 923 329      | 100,00 % / 97,97 %                                             | 2 998 024        | 100,00 % / 97,53 %                                             | 925 305            | 100,00 % / 99,41 %                                             |
| Не вказали володіння мовами | 81 480         | — % / 2,03 %                                                   | 76 024           | — % / 2,47 %                                                   | 5456               | — % / 0,59 %                                                   |
| Разом                       | 4 004 809      | — % / 100,00 %                                                 | 3 074 048        | — % / 100,00 %                                                 | 930 761            | — % / 100,00 %                                                 |

### Українцітаукраїнська мовав Республіці Татарстан
Українці історично творили велику національну громаду в Татарстані. Під час визвольної боротьби татарського народу влітку 1918 року, коли білогвардійська армія окупувала Казань, українці активно допомагали татарам в обороні.
За переписом населення 2010 року 0,5 % населення республіки вказали на свою українську національність.
За даними перепису 2020—2021 років 9 350 осіб (0,24 % серед тих, хто вказав національну приналежність, та 0,23 % серед усього населення) вказали себе українцями. З них 8 209 осіб (0,28 % / 0,27 %) проживали у міській місцевості, 1 141 особа (0,12 % / 0,12 %) — у сільській. Володіння українською мовою в республіці вказали 6 317 осіб (0,16 % серед тих, хто вказав володіння будь-якою мовою, та 0,16 % серед усього населення), з яких 5 553 особи (0,19 % / 0,18 %) проживали у міській місцевості, 764 особи (0,08 % / 0,08 %) — у сільській. Про використання української мови в повсякденному житті заявили 3 404 особи, з яких 3 045 осіб проживали у міській місцевості, 359 осіб — у сільській.

### Населені пункти
Найбільшим населеним пунктом Татарстану є місто Казань. Окрім нього, в Республіці є також 20 міст, 21 селище міського типа і 897 сільських рад.

## Адміністративно-територіальний поділ
- Основна стаття: Адміністративно-територіальний поділ Татарстану

Згідно з Розділом ІІІ Конституції Республіки Татарстан територія її містить у собі 57 адміністративно-територіальних одиниць: 43 райони й 14 міст республіканського значення.

## Державний устрій
Основний закон країни — Конституція Республіки Татарстан.
Вищою посадовою особою в Республіці Татарстан є президент. 25 березня 2005 року Мінтимер Шаймієв наділений повноваженнями президента Республіки Татарстан на новий строк Державною Радою Республіки Татарстан за поданням Президента Російської Федерації.
Однопалатна Державна Рада (парламент), яка складається з 100 депутатів, є вищим представницьким, законодавчим і контрольним органом державної влади. 26 березня 2004 року Головою Державної Ради Республіки Татарстан був вибраний Фарід Мухаметшин.
Кабінет Міністрів республіки є виконавчим і розпорядчим органом державної влади й очолюється прем'єр-міністром. 11 травня 2001 року прем'єр-міністром Республіки Татарстан у другий раз затверджений Рустам Мінніханов.
14 грудня 2021 року Держдума РФ в останньому читанні ухвалила законопроєкт про організацію публічної влади в суб'єктах Росії, який серед іншого перейменує керівників суб'єктів РФ у «глав» регіонів. Тим самим посада Президента Татарстану була перейменована.